# Mobmix

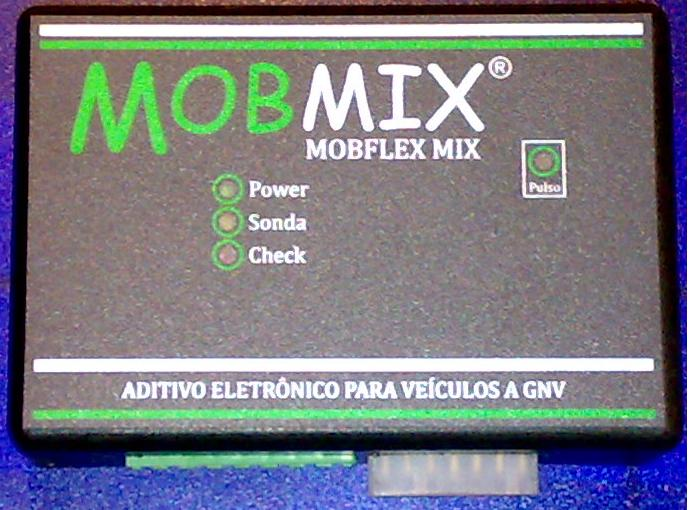
Mobmix.

Mobmix é um sistema de melhoria de desempenho para veículos a gás natural veicular, desenvolvido no Brasil, que utiliza a adição de gasolina ao gás natural no motor do veículo onde está instalado, de forma contínua e calculada. Com este sistema, a gasolina e o gás natural veicular são queimados simultaneamente, melhorando a performance do veículo pois a gasolina queima cerca de cem vezes mais rápido que o gás natural veicular, e quando misturada ao gás natural veicular a velocidade de ignição deste também é aumentada, recuperando a potência perdida na conversão e aumentando consideravelmente a força do veículo, que passa a andar quase como se estivesse com gasolina pura.
Diferencia-se do veículo multicombustível convencional, como o do Fiat Siena, pelo fato da combustão ser mista (combustível líquido e gasoso combinado), ou seja combina-se a gasolina e o gás natural veicular de forma a haver uma queima contínua, conjunta e estequiométrica, normalmente utilizando a maior parte de GNV e uma pequena parte de combustível líquido (preferencialmente gasolina), enquanto no motor multicombustível convencional somente há queima isolada, ora de combustível líquido (gasolina/etanol, ou uma mistura deles) ora de gás natural veicular puro. É instalado em substituição ao emulador de bicos, eliminando também a necessidade de variador de avanço de ignição (variador de ponto) e de emulador de sonda.